# Patty Pravo - Discografia illustrata
Patty Pravo - Discografia illustrata è una biografia della cantante italiana Patty Pravo scritta da Fernando Fratarcangeli ed edita da Coniglio editore. Il libro è di 128 pagine ed è stato pubblicato all'inizio del 2007. Contiene tutte le immagini delle copertine di dischi, 45 giri, singoli, Ep (anche emissioni estere) e la descrizione degli stessi, analizzati nel minimo dettaglio, pubblicati da Patty Pravo, più alcune sue foto.

## Capitoli del libro
1. Nicoletta Unica (di Riccardo Reim)
2. Patty Pravo - Quarant'anni di successi (1966 - 2006):
3. Discografia;
4. Raccolte in vinile a medio prezzo ed edizioni speciali;
5. Musicassetta;
6. Riedizione 45 giri;
7. Raccolte cd a medio prezzo ed edizioni speciali;
8. Videografia;
9. Collaborazioni e partecipazioni;
10. Filmografia;
11. Bibliografia;
12. Discografia estera.

## Edizione
- Fernando Fratarcangeli, Patty Pravo - Discografia illustrata, Coniglio Editore, 2007. ISBN 978-88-88833-61-3.